# (13922) Kremenia
(13922) Kremenia es un asteroide perteneciente al cinturón de asteroides, descubierto el 19 de septiembre de 1985 por la astrónoma soviética Liudmila Chernyj y su marido, también astrónomo, Nikolái Chernyj, desde el Observatorio Astrofísico de Crimea.

## Designación y nombre
Designado provisionalmente como 1985 SX2. Fue nombrado Kremenia en honor a Vasili Grigórievich Kremen, miembro de la Academia de las Ciencias de Ucrania.